# Partenit
Partenit (în ucraineană Партеніт) este o așezare de tip urban din orașul regional Alușta, Republica Autonomă Crimeea, Ucraina. În afara localității principale, nu cuprinde și alte sate.

## Demografie
Componența lingvistică a așezării de tip urban Partenit
     Rusă (82,98%)
     Ucraineană (15,91%)
     Alte limbi (0,68%)
Conform recensământului din 2001, majoritatea populației așezării de tip urban Partenit era vorbitoare de rusă (82,98%), existând în minoritate și vorbitori de ucraineană (15,91%).